# Річкино
Рі́чкино (рос. Речкино) — село у складі Білозерського району Курганської області, Росія. Адміністративний центр Річкинської сільської ради.
Населення — 147 осіб (2010, 184 у 2002).